# Daniel Wilhelmi

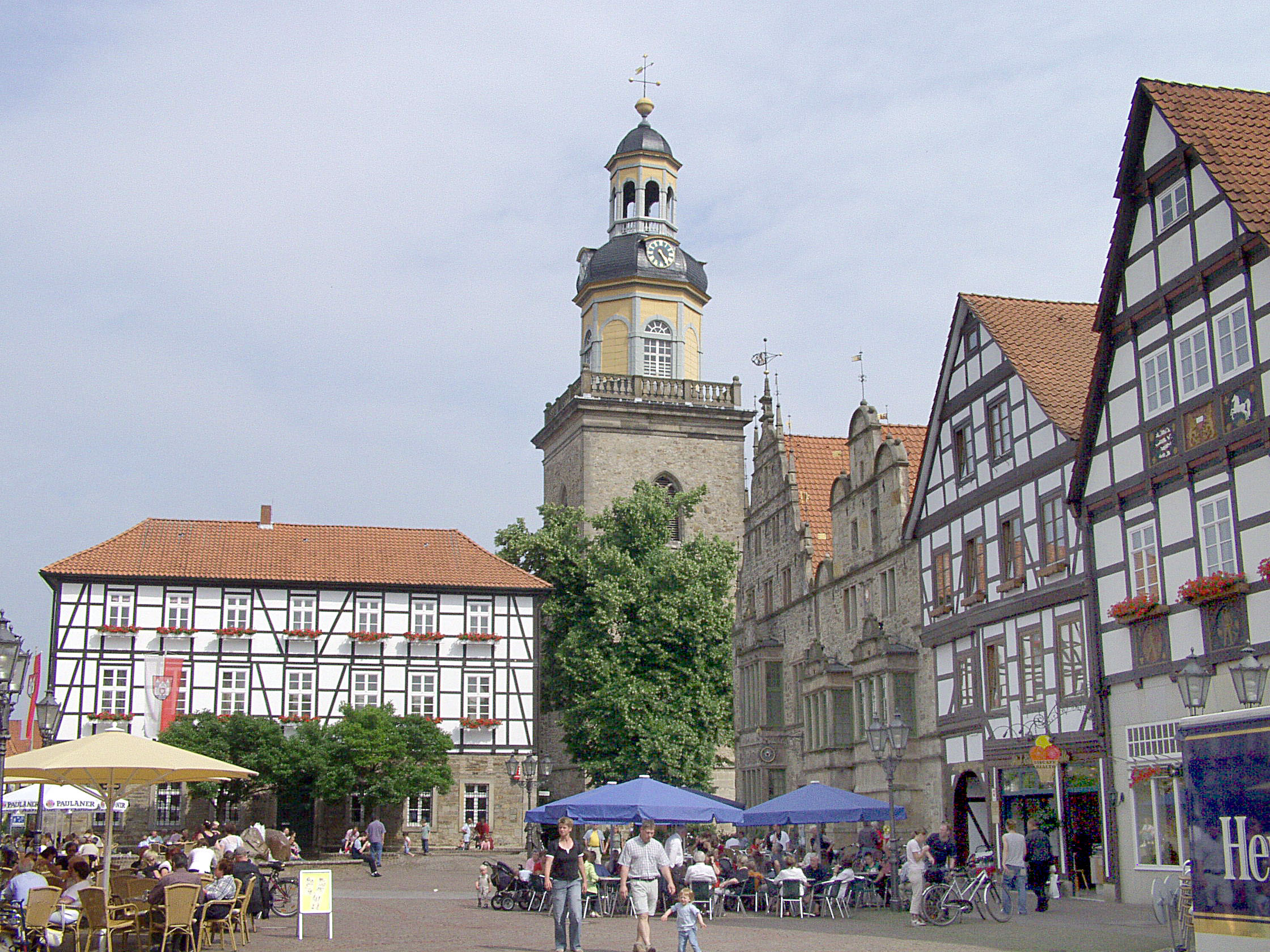
Marktplatz mit Turm von St. Nikolai

Daniel Wilhelmi (* 6. Februar 1623 in Uelzen; † 10. November 1689 in Rinteln) war ein evangelischer deutscher Prediger und Professor der Geschichte.

## Leben
Daniel Wilhelmi war der Sohn von Ernst Wilhelmi, Kaufmann, und dessen Frau Christina, geborene Ellerdorfs. Nach dem Schulbesuch in Uelzen kam er zum Gymnasium in Lüneburg, Hannover und Flensburg. Im Alter von 20 Jahren besuchte er die Universitäten Rostock, Greifswald und Helmstedt. Im Sommersemester 1645 gelangte er an die Universität Leipzig, wo er sich am 15. November 1645 das Baccalaurat und am 29. Januar 1646 den akademischen Grad eines Magisters der philosophischen Wissenschaften erwarb. Er setzte seine Studien fort in Wittenberg und 1650 zu Jena („Docendo & Disputando“ – Er hat gelehrt und disputiert).

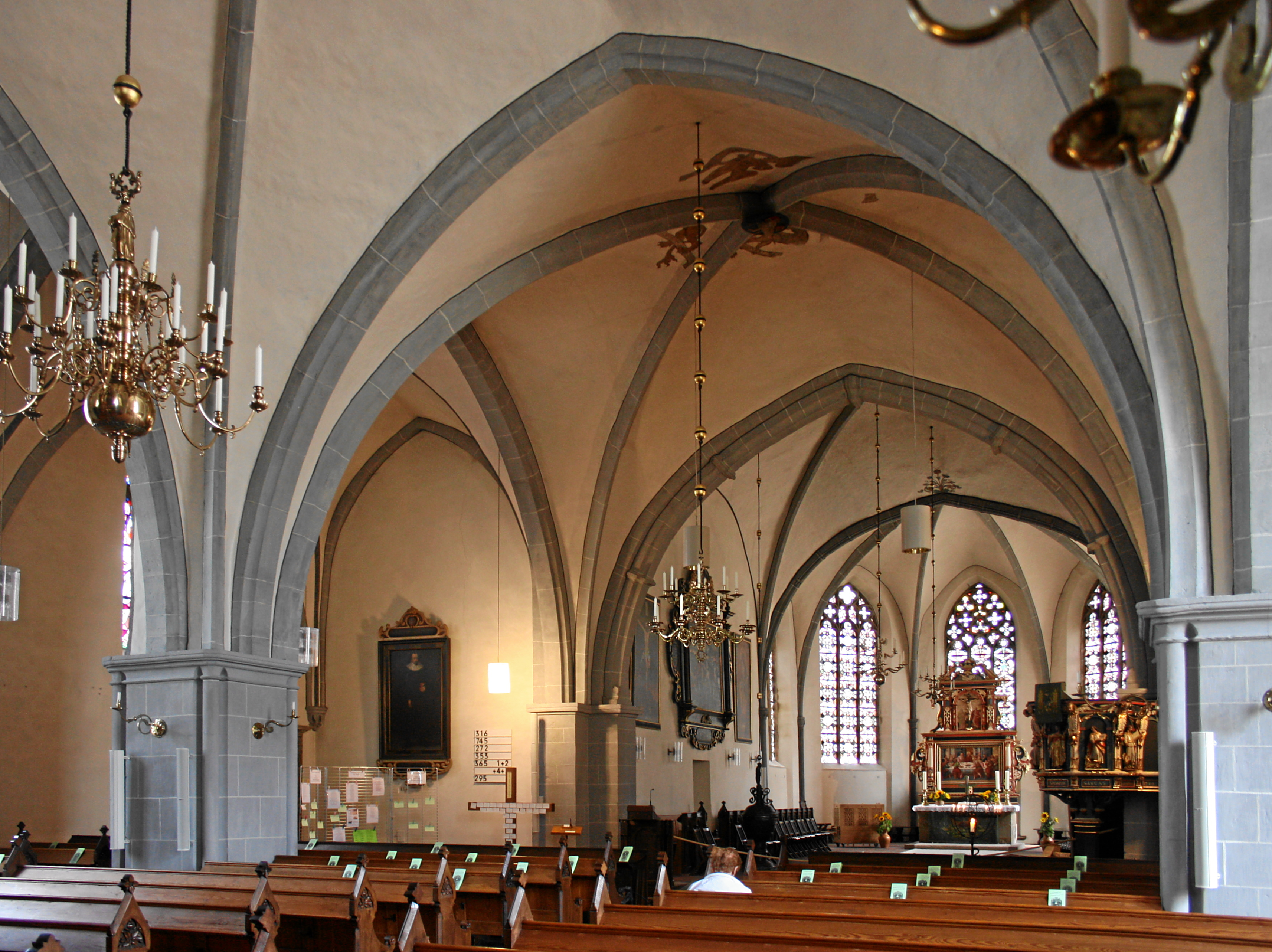
Innenraum der Kirche

1652 erhielt er einen Ruf als Konrektor der Schule in Uelzen, den er ausschlug, und ging stattdessen nach Rinteln. Dort wurde er sofort Stellvertreter von Prediger und Primarius Liborius Haremann. Als dieser im Jahr 1658 starb, wurde er 2. Prediger und 1666 übernahm er eine ordentliche Professur der Geschichte bei der Universität Rinteln. An der Marktkirche in Rinteln wirkte zu dieser Zeit auch Pfarrer Adolph Wilhelm Rottmann. Am 5. Mai 1653 heiratete Daniel Wilhelmi die Anna Margaretha, Tochter von Christian Römlings, Amtmann und Zollerheber zu Hitzacker. Er zeugte mit ihr neun Kinder, davon aber erreichten nur der Sohn Christian Albrecht, Student der Rechte in Jena, und zwei Töchter ihre „mannbaren Jahre“. Die Tochter Engel Elisabeth wurde an David Pestel J.V.C. verheiratet, einem Sohn von David Pestel J.V.D. & Prof. prim. Die andere Tochter Katharine Margarethea (1654–1778) wurde an Professor Medicus Konrad Johrenius verheiratet.

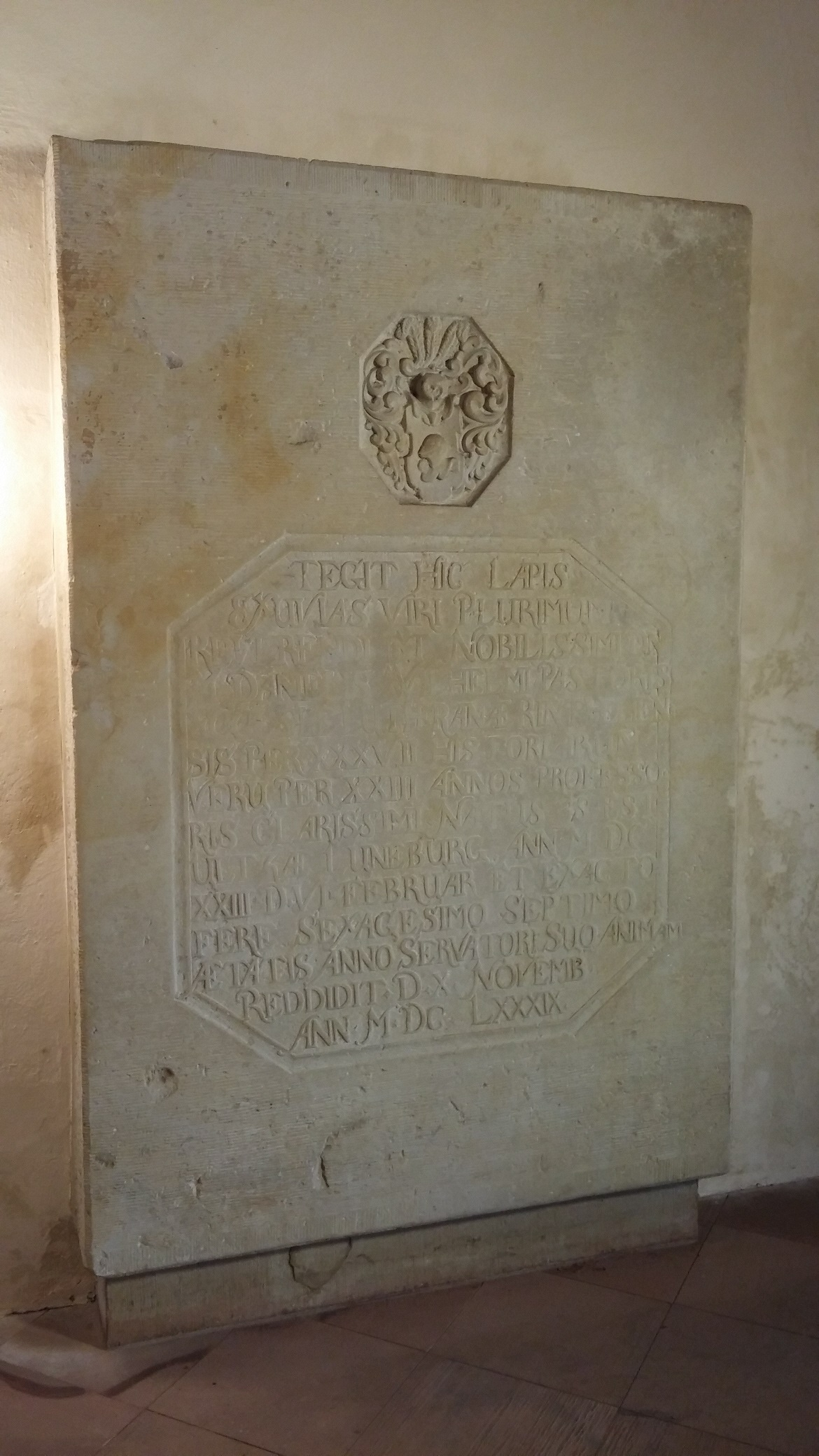
Rinteln St. Nikolai-Kirche, Grabstein für Stadtprediger Daniel Wilhelmi

Nachdem 1684 seine Gattin gestorben war, schritt Wilhelmi 1687 zur zweiten Ehe mit Anna Katharine, geborene Pesteln, verwitwete Lohmeyer. Deren Mann Philipp Lohmeier, Professor der Physik und Metaphysik in Rinteln, war am 24. September 1680 verstorben. Mit seiner zweiten Frau wurde er noch Vater der Tochter Klare Margarethe, spätere Ehegattin des Predigers Joh. Geo. Happel zu Amönau, später Münchhausen.
Magister Wilhelmi, Prediger in St. Nicolai, starb am 10. November 1689 im Alter von 67 Jahren. Wilhelmi wurde in der Marktkirche St. Nikolai in Rinteln hinter dem Altar beerdigt, wo auch später seinem Nachfolger das Grab bereitet wurde. Auf seinem Leichstein liest man folgende Inschrift:
Tegit hic Lapis exuvias viri plurimum 
reverendi; & Nobilissimi M. Danielis Wilhelmi,
Pastoris Ecclesiae Lutheranae Rinteliensis
per XXXVII. Historiarum vero per XXIII.
Annos Professoris clarissimi Natus is eft
Ultzae Lüneburg. An. MDCXXIII. d. VI. Febr.
& exacto fere sexagesimo septimo aetatis 
anno Servatori suo animam reddidit. d. X.
Nov. An. MDCLXXXIX.
Es bedeckt dieser Stein die Überreste des überaus 
verehrungswürdigen und hochedlen Magisters Daniel Wilhelmi, 
des Hirten der lutherischen Kirche von Rinteln 
37 Jahre hindurch, des hochberühmten Geschichtsprofessors aber 23 
Jahre hindurch. Geboren ist er in 
Uelzen, Lüneburg im Jahre 1623 am 6. Februar
und nach fast vollendetem 67. Lebensjahr 
gab er seinem Erlöser seine Seele zurück am 10. 
November im Jahre 1689.

## Beichtvater in Hexenprozessen
Magister Wilhelmi, Prediger in St. Nicolai, war wie auch sein Kollege Pfarrer Adolph Wilhelm Rottmann Beichtvater von Angeklagten in Hexenprozessen in Rinteln, z. B. im Prozess gegen Adelheid Sieveking und Lucie Kunschopper. Gegen Lucie Kunschopper, geb. Hagemann, Witwe des Kunschoppers, hatte der Peinliche Amtsankläger in Rinteln am 4. September 1668 die Anklage wegen Zauberei erhoben.
Im Auftrag des Peinlichen Halsgerichtes besuchte Magister Daniel Wilhelmi die Angeklagten der Hexenprozesse mit dem Auftrag, ein Geständnis zu erreichen. Magister Wilhelmi konnte sich rühmen, immer ein Geständnis zu erlangen, speziell von Angeklagten, die bisher der Folter widerstanden hatten. Bald konnte Magister Wilhelmi dem Gericht Meldung erstatteten, Lucie Kunschopper habe ihm gegenüber ein Geständnis abgelegt. Als aber die Angeklagte dieses Geständnis widerrief, ordneten die Juristen der Rintelner Universität die Tortur an. Der Prozess konnte nicht zu Ende geführt werden, weil Lucie Kunschopper nach wiederholter Folter 1669 ohne Geständnis im Gefängnis starb.
Kurz nach Ende der Hexenverfolgungen 1654 gelang es Wilhelmi 1655, beim Rat der Stadt eine deutliche Erhöhung seines Salärs zu bewirken, ungeachtet der völlig überschuldeten Stadtkasse.

## Werke
- Leichpredigt auf den Tod Landgr. Wilhelms VI. von Hessen aus Matth. XXII, 29.30. (in dessen Ehrengedächtnis). 1663
- Wunderschöner Himmelblauer Spiegel, darinnen Weyl. Wilhelm VI. L. z. H. wie ein Engel Gottes  repräsentirt und fürgestellt wird, aus göttlicher heiliger Schrift, den h. Vätern, auch allerhand alten und neuen Scribenten entworffen. Rint. 1664.12.
- Leichpredigt auf den Tod des Dr. und Prof. Theol. Superint. Joh. Henichii über 2 Tim. IV. 7.8. Rint. 1671.4.
- Halleluja! oder Aufmunterung zu Gottes Lob und Erinnerung schuld-unterthänigster Pflicht; als Landgräfin Hedwig Sophia ihrem Herrn Sohn L. Carolo I. die Regierung abgetreten; Predigt bey dem Regierungs=Abtritt der Landgräfin Hedwig Sophia, eine Predigt aus 1. Reg. 1. und 1. Chron. XXX, 20.22 1677.4.
- Die edle Kunst seelig zu sterben und unsterblich zu werden, über die symbolischen Worte: Ich glaube eine Vergebung der Sünden, Auferstehung des Fleisches und ein ewiges Leben. bey Leichbestattung Superint. Joh. Otto Henkels S.S. Theol.D. u. Prof. Rint. 1683.4
- Leichpredigt auf den Tod Borries Phil. von Münchhausen Rint. 1683.4.
- Leichpredigt auf den Tod Daniel Jacob Boden, Predigers zu St. Nicolai in Verden über 2 Cor. IV.17. Rinteln 1687.4
- Leichenpredigt auf Stefan Pestel, Sohn des Prof. Dr. David Pestel, gest. 3. Febr. 1667. Wächter. Rinteln.